# وراثيات كيميائية
الوراثيات الكيميائية هي العملية المستخدمة في هندسة الجزيئات الضخمة بهدف التفاعل مع جزيئات صغيرة غير ممكن التعرف عليها في السابق. صيغ مصطلح الوراثيات الكيميائية في الأصل لوصف التأثيرات الملحوظة للطفرات على نشاط الكالكون إيزوميراز فيما يتعلق بخصائص الركائز في أزهار القرنفل الشائع. يتشابه هذا النهج بشكل كبير مع علم البصريات الوراثي؛ مع ذلك، يختلف عنه باستخدام الجزيئات والروابط المهندسة كيميائيًا عوضًا عن الضوء والقنوات الحساسة للضوء المعروفة باسم الأوبسينات.
في المشاريع البحثية الأخيرة، استُخدمت الوراثيات الكيميائية على نطاق واسع بهدف فهم العلاقة بين النشاط الدماغي والسلوك. قبل نشوء الوراثيات الكيميائية، استخدم الباحثون عددًا من النهج الأخرى مثل التحفيز المغناطيسي عبر الجمجمة والتحفيز العميق للدماغ من أجل دراسة العلاقة بين النشاط العصبوني والسلوك. 

## التطبيقات
تستهدف العديد من الشركات الدوائية في وقتنا الحالي كلًا من استخدام المستقبلات المقترنة بالبروتين «جي» والوراثيات الكيميائية بغرض علاج أعراض الأمراض التي تشمل مختلف أنسجة الجسم والتخفيف منها. على وجه التحديد، استُخدم «دي آر إي إيه دي دي إس» في استكشاف الخيارات العلاجية لمختلف الحالات التنكسية العصبية والنفسية مثل مرض باركنسون، والاكتئاب، والقلق والإدمان. تشمل هذه الحالات المذكورة أعلاه العمليات التي تحدث داخل الجهاز العصبي وخارجه ذات الصلة بالناقلات العصبية مثل حمض غاما أمينوبيوتيريك والغلوتامات. نتيجة لذلك، استُخدمت الوراثيات الكيميائية في علم الأدوية من أجل ضبط مستويات مثل هذه الناقلات العصبية في عصبونات محددة بالترافق مع تخفيض الآثار الجانبية للعلاج إلى الحد الأدنى. من أجل علاج أعراض مختلف الأمراض وتخفيفها باستخدام «دي آر إي إيه دي دي إس»، تدخل هذه المستقبلات إلى المنطقة الهدف بواسطة النقل الفيروسي.
في الآونة الأخيرة، نظرت بعض الدراسات في استخدام نهج جديد معروف باسم «دي آر إي إيه دي دي إس» الرجعي. يسمح هذا النهج بدراسة مسارات عصبونية محددة تحت الدقة الخلوية. بعكس نهج «دي آر إي إيه دي دي إس» الكلاسيكي، عادة ما يُستخدم النهج الرجعي في نماذج الحيوانات البرية، إذ يشمل ذلك إعطاء هذه المستقبلات للمستقبلات الهدف عن طريق حقن ناقلين فيروسيين.

## النماذج الحيوانية
استُخدم «دي آر إي إيه دي دي إس» في العديد من النماذج الحيوانية (على سبيل المثال، الفئران وغيرها من الحيوانات غير الرئيسية) من أجل استهداف نشاط الخلايا المختلفة والتأثير عليه. تساهم الوراثيات الكيميائية المستخدمة على الحيوانات في إيجاد نماذج للأمراض البشرية مثل مرض باركنسون. تساعد هذه المعلومات العلماء على فهم مدى إمكانية استخدام التعبير الفيروسي عن بروتينات «دي آر إي إيه دي دي إس»، باستخدام المحسنات أو المثبطات للوظيفة العصبونية في الجسم الحي على حد سواء، بهدف إحداث تأثير ثنائي الاتجاه على السلوكيات ونشاط العصبونات المعنية. أظهرت الدراسات الحديثة نجاحًا في استخدام «دي آر إي إيه دي دي إس» من أجل علاج حالات العجز الحركي لدى نماذج الجرذان المصابة بمرض باركنسون. شهدت دراسات أخرى نجاحًا في ربط استخدام «دي آر إي إيه دي دي إس» مع التأثير على الحاجة للمخدرات وسلوك التحسس للمخدرات.
حدث التقدم في الوراثيات الكيميائية بشكل بطيء من القوارض إلى الرئيسيات غير البشرية نظرًا إلى ارتفاع التكلفة والزمن اللازمين لمثل هذه المشاريع. مع ذلك، استطاعت بعض الدراسات الحديثة في عام 2016 النجاح في إثبات قدرة إسكات النشاط العصبوني في القشرة الجبهية الحجاجية، بالترافق مع استئصال القشرة الأنفية، على الحد من أداء مهام المكافأة لدى قرود المكاك.